# 얼룩끈의 비밀
《얼룩끈의 비밀》또는 《얼룩 무늬 끈의 비밀》 (The Adventure of the Speckled Band)은 아서 코난 도일의 56개 셜록 홈즈 단편 소설중 하나이며, 단편집 《셜록 홈즈의 모험》 시리즈의 여덟 번째 작품이다. 이 작품은 1892년 2월 시드니 파젯(Sidney Paget)의 삽화로 스트랜드 잡지(Strand Magazine)에 처음으로 발표되었으며, 또한 1905년 8월 〈얼룩끈〉 (The Spotted Band)이란 제목으로 뉴욕 월드(New York World)에 실렸다. 도일은 이 소설을 홈즈 시리즈 중 최고로 꼽았다.
도일은 이 작품에 기초해 연극 대본과 연출을 맡기도 했다. 이 연극은 1910년 6월 4일 런던의 아델피 극장(Adelphi Teatre)에서 초연되었다. 홈즈역은 H. A. 세인트버리, 그림즈비 로일롯 박사역은 린 하딩(en:Lyn harding)이 맡았다. 이 연극은 〈스토너家의 사건〉 (The Stoner Case)라 불렸으며, 등장인물의 이름이 틀리는 것 등 원작과 차이가 있었다.

## 줄거리

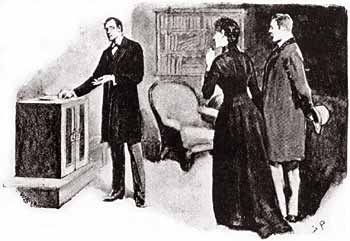
홈즈, 헬렌 스토너와 왓슨(시드니 파젯 삽화)

헬렌 스토너라는 젊은 여성이 그녀의 동생 줄리아의 의심스런 죽음에 대해 상의하기 위해 셜록 홈즈를 찾는다. 결혼을 앞둔 어느날 밤, 그녀의 쌍둥이 동생과 얘기를 나눈 후 줄리아는 비명을 지르고 복도로 뛰처나왔다. 헬렌은 복도로 나와 그녀를 보고 그녀가 죽어가면서 남긴 말을 들었다. ”그건 끈이었어. 얼룩끈!” 줄리아는 약혼을 한 상태였고, 돌아가신 어머니의 유산에서 매년 250파운드의 연금을 받고 있었다. 지금은 헬렌이 약혼한 상태였다. 홈즈가 어머니의 재산을 조사해보니 엄청나게 줄어들었고, 만약 두 딸이 모두 출가한다면 헬렌의 난폭한 양아버지, 로일롯 박사에게 남는 재산은 거의 없을 지경이었다. 물론 한 명만 결혼한다고 해도 상당한 손실이 있었기 때문에 유력한 용의자는 로일롯 박사가 되었다.
로일롯 박사는 저택 공사를 핑계로 헬렌에게 줄리아가 죽은 방으로 옮기라고 하였다. 늦은밤 낮은 휘파람 소리와 철판이 부딪히는 소리가 들렸다. 침대 위에는 초인종줄이 있었지만 작동하지 않는 것처럼 보였다. 헬렌은 줄리아가 집시에게 살해당했을 거라고 추측했다. 집시는 로일롯 박사가 정원에서 살도록 허락했고 목에 얼룩 손수건을 둘렀다. 또 야간에는 로일롯 박사가 인도에서 들여온 치타와 비비가 건물 주위를 돌아다니고 있었다. 헬렌은 그 방에서 좀처럼 잠을 이룰 수가 없었다 라고 얘기를 하였다.
헬렌이 홈즈의 사무실을 떠난 후, 로일롯 박사가 헬렌을 뒤쫓아 홈즈를 찾아왔다. 그는 헬렌이 무슨 말을 했는지 물었지만 홈즈는 얘기를 하지 않았다. 로일롯 박사는 홈즈를 겁줄 요량으로 부지깽이를 구부려뜨리지만, 홈즈는 눈 하나 꿈쩍하지 않았다. 로일롯 박사가 떠난 후, 홈즈는 부지깽이를 다시 펴서 힘에서는 지지 않는다는 것을 보여주었다.
스토크 모런(헬렌의 집)의 도착한 홈즈와 왓슨은 헬렌을 만나 헬렌의 안내를 받아 로일롯 박사 몰래 그녀의 방으로 들어갔다 나온 후에 로일롯 박사의 방도 보고 왔다. 홈즈는 이미 사건을 풀었다고 말했다. 그들은 휘파람 소리를 듣고 난 후 홈즈는 초인종 줄의 용도도 알아냈다. 줄리아의 마지막 말인 "얼룩끈"의 사실은 인도의 치명적인 독을 가진 늪 살무사였다. 로일롯 박사는 줄리아를 살해하기 위해 그 독사를 줄리아 방으로 보냈었다. 늪 살무사가 줄리아를 문 후 그는 휘파람으로 독사를 다시 불러들였다. 독사는 초인종 줄을 타고 로일롯 박사에게 온 것이다.
로일롯 박사는 줄리아의 언니인 헬렌을 죽이기 위해 환기구를 통해 다시 늪 살무사를 보냈다. 홈즈가 뱀을 채찍으로 공격하자 그 뱀은 옆방과 연결된 환기구를 통해 돌아갔다. 홈즈에게 채찍으로 맞아 흥분한 뱀은 로일롯 박사를 물었고 몇 초 내에 그는 죽었다. 간접적으로 로일롯 박사의 죽음에 책임이 있는 홈즈는 그리 심한 가책은 느끼지 않는다고 말했다.